# Aurélio de Cartago
Aurélio de Cartago (em latim: Aurelius Episcopus Carthaginensis) foi um santo cristão que morreu por volta de 430. Foi bispo de Cartago desde cerca de 391 e deixou vários conselhos eclesiásticos da doutrina Cristã. Agostinho de Hipona admirava o trabalho de Aurélio e várias cartas destes sobreviveram ao tempo. A festa de Santo Aurélio, no calendário da Igreja Católica Romana é 20 de julho.
Suas relíquias foram transferidas para a Abadia de Hirsau na Alemanha.